# Muay Boran
El Muay Boran  (en Tailandés: มวยโบราณ), traducido como “Boxeo Ancestral”, es un término genérico que agrupan a distintas artes marciales tailandesas. Se lo considera el antecesor del Muay Thai. Su edad lo hace muy difícil de rastrear a través de la historia. Evidencias arqueológicas sugieren que un arte marcial similar al Muay Boran ha sido practicado en países del Sudeste Asiático desde hace unos 2.000 años. Es muy similar a otros sistemas de boxeo indochino como el Bokator.
El muay boran contiene estilos regionales y temáticos. Se estima que la mayoría de sus técnicas se perdieron. Actualmente se suele enseñar una reconstrucción de varios estilos del muay boran llamado "muay thai boran".

## Historia
Conocimientos marciales y médicos fueron introducidos desde la península de Indochina en el 200 a. C. a partir de estos conocimientos se creó el muay boran.
Los distintos clanes tribales que se asentaban en aquella época en la actual Tailandia unificaron todos sus conocimientos de lucha, registrándolo en un manual militar llamado Chupasart. En él se difundían todas las técnicas de combates desarrolladas en el campo de batalla. En el Chupasart se mostraban todas las técnicas de cuerpo a cuerpo con y sin armas. Era utilizado por los Maestros que instruían al ejército.
Solo a partir del 1238 con el nacimiento de la actual Tailandia y su primer rey Ramkamhaeng, tuvo un asentamiento en el país y fue utilizado por sus practicantes para proteger las comunidades locales.
Muchos de los expedientes originales de Tailandia con respecto a este tema fueron destruidos en el saqueo de Ayutthaya en 1767 y otros perdidos en el tiempo.

## Muay Kaad Chuek
El "Muay kaad Chuek" (Muay: boxeo, Kaad Chuek:vendaje tradicional thai) es la competencia donde peleaban los practicantes de muay boran. En este tipo de competencias se utilizaban las Kaad Chuek, vendas de hilo de algodón. Las reglas solían acordarlas los peleadores. El Muay Kaad Chuek es el antecesor del muay thai.

### Kaad Chuek
El Kaad Chuek es vendaje usado en las competencias. Consiste en una cuerda de algodón de unos 30 metros. Se dice que usaban trozos o polvo de vidrio para maximizar el daño, aunque es muy probable que esto sea un mito pues el vidrio, durante gran parte de la vida de la Muay Chuek, era prácticamente desconocido en Tailandia. Lo que realmente hacían era empaparlas en resina y agregarle gravilla, arena o conchas molidas. 
Según el estilo se vendaban hasta la muñeca, el antebrazo o el codo.
Las Kaad Chuek ayudan a preservar de quebraduras las manos, dan una mejor estructura a la muñeca y protege los antebrazos de los duros impactos además de aumentar el daño.

## Estilos regionales

### Muay Thasao
Muay ThaSao (llamado Muay Theen Ling) se originó en la región septentrional montañosa de Tailandia. El Muay ThaSao tiene algunas influencias de Muay Lopburi, (centro de Tailandia), así como Muay Lao (del Laos, país limítrofe). Este estilo se centra en patadas rápidas, agilidad y un juego de pies versátil. Los combatientes de este estilo se entrenan para luchar indistintamente en ortodoxo y zurdo, haciéndolos capaces de adaptarse a sus estilos de oponentes. La guardia es alta, con el brazo adelantado más alto. 
Los luchadores se vendaban hasta la mitad del antebrazo, entre la muñeca y el codo.

### Muay Korat
El muay korat se originó en Na Khorat Rachasima, de donde toma su nombre. Se especula que su estilo nace de las técnicas marciales desarrolladas en Camboya en la antigüedad durante el reino de los Jemer. Se dio a conocer fuera de Khorat durante el reinado de Rama IV siendo el principal difusor del arte el mismo gobernador. 
La postura en Muay Korat es bastante alta y muy estrecha, con ambos pies casi en una línea, ambos apuntando hacia adelante. Las manos se colocan una frente a la otra, alineadas juntas frente a la nariz. La pierna adelantada está recta y la rodilla está bloqueada. La pierna trasera también es recta, tensa y lista para patear hacia arriba, o para usar el juego de piernas para cambiar el ángulo contra el oponente. El talón de la pierna trasera también está levantado del suelo. El centro de gravedad del cuerpo está cerca de la pierna delantera con la cabeza colocada sobre el pie delantero, el cuerpo inclinado hacia delante. El juego de pies utilizado es "Suua Yang", que significa "los pasos del tigre"
El muay korat usa golpes potentes circulares. Los golpes directos se hacían con el puño en posición vertical, al contrario de como se efectúan en el Muay thai y boxeo occidental moderno; utilizando sobre todo el brazo adelantado (el mismo método era empleado en los directos de boxeo del "Bare Knukles Boxing" o boxeo a puño limpio occidental ). Los directos de puño vertical ofrecen una mayor solidez para la muñeca y una mejor alineación de los huesos del antebrazo. Este modo de golpear facilita los agarres y palancas después del golpe.
El vendaje llegaba casi hasta los codos, ya que los luchadores de muay korat no se especializaban en el uso de codos.
Los boxeadores de Muay Korat seguían un código budista conocido como "Sin Haa", los cinco preceptos. La meditación fue una parte muy importante de su entrenamiento, seguido por un fuerte respeto a los mayores. Bajo ninguna circunstancia peleaban en competencias con otros boxeadores Muay Korat.

### Muay Lopburi
El muay Lopburi se originó en la zona central. La postura típica de Muay Lopburi parece casi idéntica a la de un boxeador occidental alrededor de 1900, la postura clásica vertical con ambos brazos extendidos hacia fuera, ambos antebrazos apuntando hacia adelante. Este estilo se basa en golpes muy precisos y mortales. Las armas más peligrosas de Muay Lopburi eran los golpes a la tráquea de los oponentes y a los ojos. Este estilo es famoso por el uso del ingenio. A veces los boxeadores fingían una lesión esperando una oportunidad de atacar. Algunos dicen que este estilo era parte de otro estilo llamado "Muay Paak Klang" o el estilo central. 
Muay Lopburi envolvió el brazo sólo a medio camino en hilo de algodón, ya veces no se vendaban. Lamentablemente, este estilo se ha perdido por completo. El último arjan de este estilo fue llamado "Muun Men Mat", que significa "Diez mil golpes precisos". La leyenda dice que Ajarn Muun Men Mat dejó de enseñar su arte porque en una de sus últimas peleas mató a un hombre. Después de esto decidió dejar de enseñar y vivió en un Templo Budista ayudando a Monjes. Esto fue en el período de Ayutthaya

### Muay Chaiya
El Muay Chaiya es un estilo popularizado en Chaiya pero no fue creado ahí. Fue creado en el ejército por Tan Poh Ma que se volvió monje y fue a vivir a Chaiya.
El Muay Chaiya se caracteriza por una posición muy baja y compacta, con el centro de gravedad entre las piernas. En este estilo el uso de codos y rodillas es muy importante. Tanto es así que se lo suele llamar "estilo durián" en alusión a una fruta espinosa. En el muay Chaiya los bloqueos son defensas y ataques al mismo tiempo.

### Muay Paak Klang
Muay Paak Klang, es el estilo central de Muay Thai, también conocido como estilo de Bangkok. Posiblemente es el arte originario del Muay Lopburi. Uno de los principales exponentes de este estilo era "Ajarn Kimsaing" que era de Ayuthaya. Ajarn Kimsaing aprendió Muay Ayuthaya de Kruu Kiao. Luego se trasladó a Bangkok para estudiar el boxeo internacional y Muay Paak Klang con "Luang Vitsam Darunkon". La postura en Muay Paak Klang no es tan amplia. Los brazos se mantienen bajos y los puños están apretados mirando hacia arriba. Ambos brazos se colocan a la misma altura, paralelos entre sí apuntando hacia adelante, con la mano izquierda hacia adelante ligeramente. A veces el pie adelantado se mantiene en el aire, extendido hacia fuera, pero apuntando hacia abajo hacia el oponente. El juego de piernas es conocido como "pasos fantasmas" ya que sus movimientos son tan rápidos y fluidos que pareciera que el peleador está en varios sitios a la vez. Cuando el boxeador se mueve, sus pies se juntan y levantan sus manos en una guardia alta. Los boxeadores envuelven sus manos hasta el centro del antebrazo.

### Muay Maa Yang
Muay Maa Yang es otro estilo meridional menos conocido de Muay Thai. El nombre "Maa Yang" en tailandés significa "Caminata del caballo". En la postura de este estilo el boxeador tiene una pierna levantada en una posición de guardia, con una mano cerca de la cadera y la otra mano delante de la cara también en una posición de guardia. Un maestro célebre de este estilo fue Kruu Tankee. Kruu Tankee era conocido por su crueldad mientras peleaba. En una ocasión Kruu Tankee le sacó el ojo de a su oponente Kruu Noree (estilo Muay Chaiya) que había roto la frente de Kruu Tankee con una patada en salto. Kruu Noree siguió luchando después de perder el ojo, pero más tarde murió de una hemorragia relacionada con sus lesiones.

### Muay Ayutthaya
El muay Ayutthaya es muy similar al muay Korat. El vendaje llegaba hasta los codos como en el Korat, aunque a veces se acortaba hasta la mitad del antebrazo. En este estilo era común los golpes dobles.

### Muay Lanna
En Lanna estaban prohibidas las artes marciales. Por lo que sus técnicas estaban disimuladas en los bailes de modo que las habilidades podrían transmitirse a las generaciones posteriores. Este estilo es conocido las técnicas de manipulación de los puntos vitales.

## Estilos temáticos

### Muay luang
El muay luang era el estilo enseñado en el palacio. Era enseñado a la realeza y a los militares de alto rango. Se reclutaban a los mejores peleadores para que enseñasen en el palacio. Se creó un pelotón de guardias reales, cuyo deber era proteger al rey y al país. Eran conocidos como Grom Nak Muay (regimiento de los combatientes de Muay). Este patrocinio real de muay continuó a través de los reinados de Rama V y VII

### Muay Wanorn
Este estilo se basa en movimientos simiescos, atléticos, acrobáticos e imprevisibles. En este estilo se suele usar técnicas en salto, golpes dobles y las "técnicas de hánuman".

### Ling Lom
El Ling Lom, "el baile del mono", es un estilo también presente en Laos y fuertemente influenciado por el hinduismo. Incluye técnicas de pie y de suelo.
Los movimientos y el nombre del estilo provienen de estilo mitológico "muay Hanuman" descrito en el Ramayana. Podría haber sido influenciado por las artes marciales chinas, tal vez a lo largo de las fronteras de China con Myanmar y Laos.

### Muay Pram
El muay pram es la lucha tailandesa. Incluye estrangulamientos, luxaciones, derribos, proyecciones inmovilizaciones y desarmes pudiéndose combinar con golpes. Este arte era muy importante en el entrenamiento militar junto con el Krabi Krabon. En el campo de batalla era de vital importancia en caso de perder su arma. El muay pram permitía desarmar al enemigo y finalizarlo con una luxación rápida y violenta.

### Muay Lert Rit
Muay Lert Rit es el nombre genérico atribuido al conjunto de principios y técnicas de pelea empleadas por los Guerreros de Siam durante siglos en los campos de batalla del Sudeste Asiático. Esta forma de Muay ha sido usada principalmente por las “Unidades Especiales” del Ejército Real de Tailandia (Kongthap Luang): Guardias de Palacio, Cuerpos de defensa de la Capital, Unidades empleadas en la defensa de los elefantes de combate y los Cuerpos Especiales de Infantería.

## Técnicas

### Mae mai
Mae mai muay thai o mai kru son las técnicas básicas. 
- Salab Fan Pla
- Paksa Waek Rang
- Chawa Sat Hok
- Inao Thaeng Krit
- Yo Khao Phra Sumen
- Ta Then Kham Fak
- Mon Yan Lak
- Pak Lukthol
- Chorakhe Fat Hang
- Hak Nguang Aiyara
- Bit Hang Nakha
- Wirun Hok Klap
- DapChawala
- Khun Yak Chap Ling
- Hak Kho Erawan[8]

### Look mai
Look mai muay thai o mai kred son las técnicas complementarias. Se enseñan después de que se hayan aprendido la mae mai.
- Erawan Soel Nga
- Ba Tha Lup Phak
- Khun Yak Pha Nang
- Phra Ram Nao Son
- Kraison Kham Huai, o Thayae Kham Sao
- Kwang Llao Lang
- Hlran Muan Phaendin
- Nakha Mut Badan
- Hanuman Thawai Waen
- Yuan That Hae
- Thayae Kham Sao
- Hong Pik Hak
- Sak Phuang Malai
- Then Kwat Lan
- Fan Luk Buap

### Chern Muay
Tradicionalmente las Chern Muay o Mai Rook representan el mejor sistema para aprender a utilizar de modo racional las armas naturales del cuerpo para atacar o defenderse.
Según los sistemas de enseñanza más antiguos del Muay Boran, una vez aprendido la existencia e individuados los movimientos de base colegiados a las armas naturales, el Nak Muay tendrá que ser instruido en las aplicaciones avanzadas de los movimientos relacionados con las 9 armas principales.

### Kon Kae
Los Kon Kae o Kon Mae Kae son los movimientos de defensa y contraataque, combinando el uso de las nueve armas naturales (Nawarthawooth) con las estrategias defensivas (Sillapha Kon Rub). 
Los kon kae son numerosos suelen agruparse en:
- Kae Mad 29 Kon
- Kae Thao 23 Kon
- Kae Khao 3 Kon
- Kae Sok 4 Kon
- JuJom 23 Kon

### Got Rad Fad Wiang
Got Rad Fad Wiang (del tailandés: Got Rad: abrazar, Fad Wiang: desequilibrar) es el apartado técnico de la lucha tailandesa.
Es la técnica de aferrar el cuello, el tronco, y extremidades del cuerpo del adversario para poder proyectarlo al piso o para inmovilizarlo y golpearlo con los codos, las rodillas, los puños y la cabeza. Las técnicas son demasiadas para ser enumeradas.
En el muay thai competitivo moderno el uso de guantes y el reglamento influenciado por el boxeo occidental redujo la cantidad de técnicas de lucha, conservando solamente una parte de la lucha: el Chap Ko o Neck Wrestling

### Tum Tap Chap Hak
El Tum Tap Chap Hak (de Tum Tap en tailandés "proyectar y aplastar" y Chap Hak "agarrar y romper") es un apartado técnico que se orientaba a proyectar al enemigo de manera tal que se clave en el suelo, o sea que no pueda amortiguar su caída usualmente de cabeza. Si la caída no resultaba eficaz (no lo dejaba fuera de combate o no lo mataba) se podía aprovechar la posición vulnerable del enemigo y rematar con un arma o un golpe o luxación. También se puede acabar la pelea mediante una técnica Chap Hak, rompiéndole un codo, una rodilla, un tobillo o, las vértebras (generalmente las cervicales a través de una violenta torsión del mentón hacia arriba).

### Chap Ko
El Chap Ko también conocido como "Neck Wrestling" o Thai Clinch son las técnicas de lucha que sobrevivieron hasta hoy y son permitidas en el muay thai moderno. Estas técnicas se enfocan en el control de la cabeza, brazos y tronco. Usa atrapes de patadas pero no usa agarres a las piernas o "leg takedown" ni ningún desnivel pronunciado para evitar golpes de rodilla.